# 4268 Grebenikov
4268 Grebenikov је астероид главног астероидног појаса са средњом удаљеношћу од Сунца која износи 2,636 астрономских јединица (АЈ).
Апсолутна магнитуда астероида је 13,8.